# الكلية الإسلامية الأسترالية
الكلية الإسلامية الأسترالية مؤسسة تربوية في بيرث، أستراليا الغربية. المدرسة أسّست في 1986 من قبل عبد الله سعد، بـ (50) طالبا.[بحاجة لمصدر] ارتفع العدد في (2006) ليصل إلى 2000 طالب، وأكثر من 250 موظّفا ينتشرون في ثلاثة حرم جامعية: (كويدالي) و(ثورنلي) و(ديانيلا).[بحاجة لمصدر]

## التأريخ
المدرسة أسست من قبل عبد الله سعد ك«مدرسة جالية إسلامية» على شارع بريسبان في بيرث، في 1986. وفي 1990, افتتح الحرم الجامعي الثاني فتح في ثورنلي للاهتمام بالطلاب من الدرجات كي -10. وفي 1996, افتتح الحرم الجامعي الثالث في الضاحية الشمالية لديانيلا. وفي 2000، افتتحت كلية كويدالي في منطقة مترو بيرث على أساس مدرسة كويدالي العليا السابقة الكبيرة.[بحاجة لمصدر]

## إتهام إحتيال
عبد الله سعد والرئيس عزيز مجدي، إتهما بمخالفات احتيال ضد الكومنولث الأسترالي والحكومة الرسمية لأستراليا الغربية. كلاهما ظهر مذنبا في المحكمة المحلية في 31 آذار (2010). عبد الله سعد حاول إستئناف الاتهام بالمحكمة العليا لكن دون جدوى.